# Richard Trojan
Richard Trojan (* 26. März 1966 in Spišská Nová Ves, Tschechoslowakei) ist ein ehemaliger slowakisch-deutscher Eishockeyspieler, der auf der Position des Verteidigers spielte. In der höchsten deutschen Spielklasse war er für den Kölner EC, dem Mannheimer ERC sowie für die Schwenninger Wild Wings aktiv.

## Karriere
Richard Trojan kam im Alter von 14 Jahren mit seiner Familie nach Deutschland, zunächst nach Bad Nauheim, wo er ein halbes Jahr in der Nachwuchsmannschaft des EC Bad Nauheim spielte. Darauf folgten drei Jahre bei den Junioren des SC Riessersee, bevor Trojan seine Profikarriere in der Saison 1983/84 beim Kölner EC in der 1. Bundesliga begann, für den er bis zum Ende der Spielzeit 1985/86, in der er mit der Mannschaft die Deutsche Meisterschaft gewann, aufs Eis ging. Anschließend schnürte der Verteidiger drei Spielzeiten für den Heilbronner EC die Schlittschuhe, mit dem er nach der ersten Saison aus der Oberliga in die 2. Bundesliga-Süd aufgestiegen war. 
In der Saison 1987/88 bestritt Trojan auch 23 Spiele für den Mannheimer ERC in der 1. Bundesliga, spielte jedoch die andere Hälfte der Saison erneut in Heilbronn. Danach wechselte Trojan in die 2. Bundesliga-Nord zum EHC Essen-West, wo er jedoch nur eine einzige Saison verblieb, bevor er zur Saison 1990/91 einen Vertrag in der höchsten deutschen Spielklasse beim Schwenninger ERC unterschrieb, wo er in einer Blitzaktion als Ersatz für Thomas Rapsilber verpflichtet wurde. Trojan spielte acht Spielzeiten bei den Schwenningern, bevor er seine Laufbahn nach der Saison 1998/99 beim Zweitligisten EHC Neuwied beendete. Zuletzt war Trojan Trainer der Inline-Skaterhockeymannschaft Spaichingen Badgers. Heute ist er Trainer der Inline- und Eishockey Hobby-Mannschaft Trojan Horses.

## Sportliche Erfolge
- Deutscher Meister 1986 mit dem Kölner EC